# André Waisman
André Waisman  é um médico israelense e médico praticante, notável pelo desenvolvimento do tratamento ANR de dependência de opioides. Waismann atualmente atua como chefe da unidade ANR no Centro Médico Barzilai e como diretor da clínica ANR na Flórida, Estados Unidos.

## Biografia
Waismann nasceu no Brasil em 1958. Ele estudou medicina no Centro Universitário Serra dos Órgãos, no Brasil, em Teresópolis, onde ele recebeu seu diploma de médico em 1981. Ele imigrou no mesmo ano para Israel e foi convocado para o serviço militar na Brigada Givati, onde serviu como médico. Depois de finalizar seus serviço com as Forças de Defesa de Israel, Waismann trabalhou como médico na unidade de terapia intensiva do Centro Médico Barzilai Medical em Ashkelon. Em 1989, Waismann foi convocado para a Polícia de Israel, como Superintendente, servindo como médico do condado de Jerusalem.

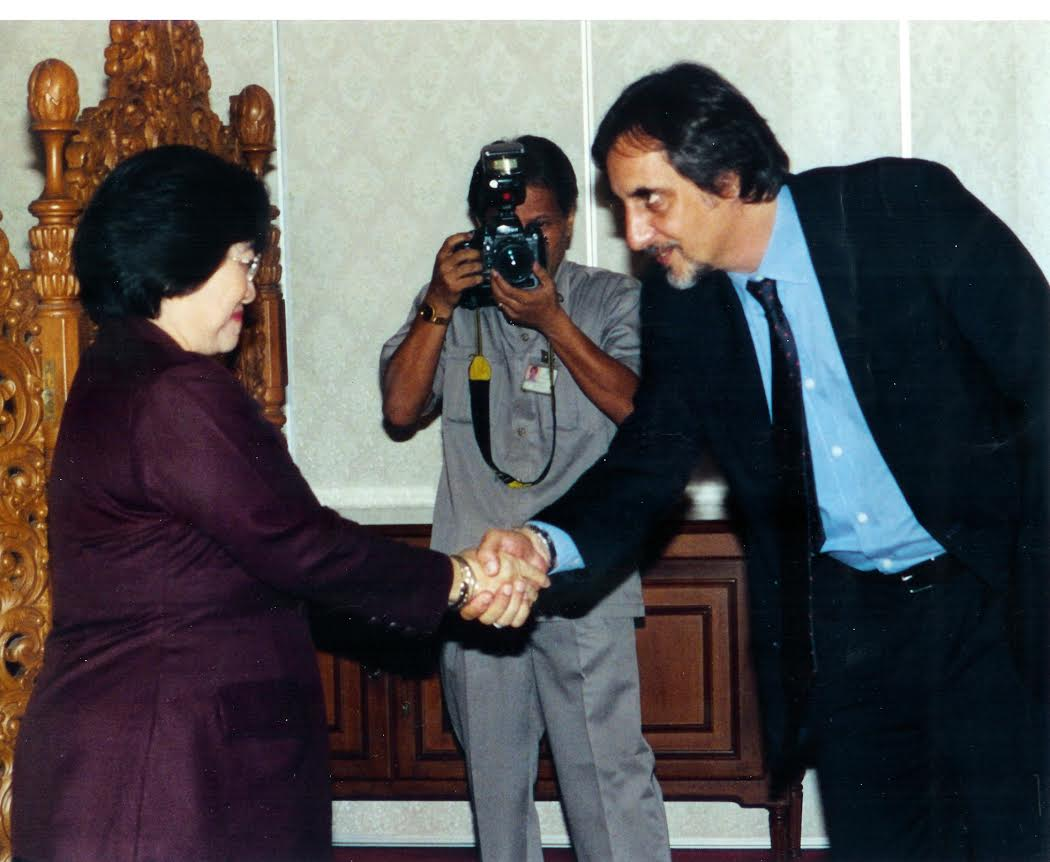
Waismann com o Presidente da Indonésia, Megawati Sukarnoputri

Em 1994, Waismann estabeleceu uma unidade de terapia intensiva para o tratamento da dependência de opiáceos. Em 2002 ele ajudou a estabelecer um centro de tratamento em Jalandhar, India, usando o método ANR. Em 2012, Waismann estabeleceu uma unidade ANR para tratamento de vícios no Centro Médico de Barzilai. Em 2013, Waismann abriu uma clínica para tratar viciados no hospital FMI na Suíça. Waismann também atuou como consultor para a fundação ASA Bangasa na Indonésia.
Waismann também atuou como diretor médico para tratamento de dependência no centro LOGO e no Hospital San Raffaele na Itália. Em outubro de 2018, Waismann foi convidado a falar na convenção de direitos humano das Nações Unidas sobre métodos para lidar com a crise internacional dos opiáceos.

## Método ANR para tratar a dependência de opiáceos
A partir de 1993, Waismann começou a tratar a dependência de opiáceos usando uma técnica relativamente nova chamada Desintoxicação Ultra Rápida de Opiáceos (UROD). Este método foi usado até 1997, quando Waismann redefiniu este método de tratamento e o renomeou para ANR - Neuro-Regulação Acelerada. O princípio no qual a terapia ANR se baseia é na aceleração dos sintomas de abstinência enquanto o paciente está sob sedação para evitar dor e sofrimento redundantes como resultado desses sintomas de abstinência. Quando o paciente está sob sedação profunda em uma unidade de terapia intensiva, medicamentos específicos são usados para bloquear os receptores opioides adicionais causados pelo uso frequente de opioides que geram o desejo pelo medicamento no cérebro. Durante esse tempo, a equipe médica acelera a regulação entre os níveis de endorfinas e os receptores opioides até atingir o equilíbrio entre eles. O método de tratamento ANR é atualmente conduzido em vários centros médicos na Índia, Suíça, Israel e, a partir de 2019, no estado da Flórida, Estados Unidos.

## Trabalhos seletivos e publicações
- M. Y. Mudaliar, A Waismann, J Currie, L Cruz, Opioid neuroreceptor blockade with naltrexone under sedative anaesthesia in a 6-year-old child with iatrogenic morphine addiction following resection of a desmoplastic infantile ganglioglimoa at age 9 months, Anaesthesia and Intensive Care subscriber, Volume 27, Issue 1
- Andre Waismann, Alternative approaches to battling opioid dependency, Florida Weekly, 15 August 2019
- Andre Waismann, To end the opioid crisis, we need to change the way we think about the addiction, Washington Examiner, 23 July 2019

## Vida pessoal
Waismann mora em moshav Ge'a. Ele é casado com Efrat Waismann. Eles têm seis filhos. Desde o final de 2018, Waismann mora nos Estados Unidos, onde trabalha como consultor particular para centros médicos norte-americanos.